# DJ Sammy

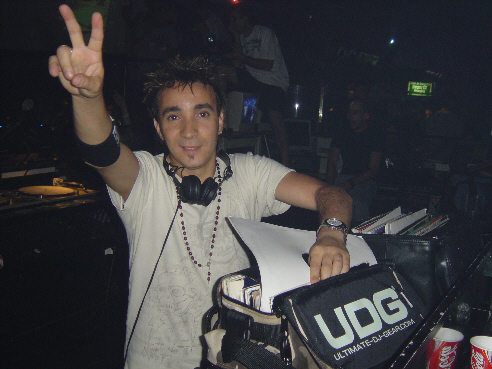
DJ Sammy (2005)

DJ Sammy (Mallorca, 1969) is een Spaans dance-dj. Zijn echte naam is Samuel Bouriah. DJ Sammy is vooral populair op Ibiza en in Duitsland, maar heeft ook vier top 10-hits in Engeland gehaald.

## Muzikale loopbaan
Zijn eerste single, Living On A Fantasy, kwam uit in 1994 onder de naam Any Questions. Hij werd in Duitsland bekend, eerst als remixer van de single Stars van Charly Lownoise & Mental Theo maar later nog meer door zijn samenwerking met de Nederlandse zangeres Marie-José van der Kolk. Als DJ Sammy feat. Carisma, scoorden ze met de eerste single Life Is Just A Game waar ook de Nederlands producer Georgio Schultz aan meewerkte in 1995 een behoorlijke hit. Ook in de Europese dancescene was dit een hit. In 1996 volgde een nog veel grotere hit, met You're My Angel braken DJ Sammy en Carisma echt door.
In 1998 volgde het album Life Is Just A Game. In dat jaar startte de twee ook het Loona-project waar Van der Kolk meer feestmuziek en ballads zingt dan de meer op pop gerichte housemuziek die ze opnemen onder de naam DJ Sammy. Van der Kolk was zo'n beetje de vaste zangeres van DJ Sammy, maar ook andere zangeressen zongen nog weleens een nummer. Met Loona bereikten de twee ook het grote publiek buiten Duitsland en Ibiza. DJ Sammy kon zich in die periode meer richten op het dj'en zichzelf. In 1999 brachten de twee onder de naam DJ Sammy feat. Carisma nog een single uit, In 2 Eternity genaamd. Beiden hadden het echter te druk met eigen projecten en ze besloten meer alleen te gaan doen.
In 2002 bracht DJ Sammy weer nummers uit. Meteen was er succes met het nummer Sunlight, dat ondanks zang van Van der Kolk alleen onder de naam DJ Sammy uitgebracht werd. Later dat jaar verscheen samen met de Duitse Yanou en een andere Nederlandse zangeres, Do, het nummer Heaven. Dit nummer werd een echte wereldhit en DJ Sammy bereikte zijn hoogtepunt. Het hele album Heaven was ook een grote hit, evenals de singles die na Heaven volgen. In 2005 verscheen zijn derde album, The Rise geheten.
Een opvallend detail is dat in de mixes van DJ Sammy bijna altijd vrouwenstemmen zijn te horen.

## Discografie

### Albums
- 1998: Life Is Just A Game
- 1998: DJ Sammy at work (mix)
- 2002: Heaven
- 2005: The Rise

### Singles
| Single met eventuele hitnotering(en) in de Nederlandse Top 40 | Datum van verschijnen | Datum van binnenkomst | Hoogste positie | Aantal weken | Opmerkingen                                                              |
| ------------------------------------------------------------- | --------------------- | --------------------- | --------------- | ------------ | ------------------------------------------------------------------------ |
| Hijo De La Luna                                               | 1999                  | 23-01-1999            | 18              | 12           | als DJ Sammy presents Loona                                              |
| Sunlight¹                                                     | 2002                  |                       |                 |              | Feat. Carisma                                                            |
| Heaven²                                                       | 2001                  | 9-2-2002              | 16              | 16           | & Yanou Feat. Do / Dancesmash op Radio 538 / Nr. 12 in de Single Top 100 |
| The Boys of Summer²                                           | 2002                  | 4-1-2003              | 19              | 5            | Dancesmash op Radio 538                                                  |
| Heaven³                                                       | 2003                  | 11-1-2003             | 5               | 13           | & Yanou Feat. Do                                                         |
| Sunlight²                                                     | 2003                  | 28-6-2003             | 28              | 4            | (DJ Sammy DP) / Dancesmash op Radio 538                                  |
| Why²                                                          | 2005                  |                       |                 |              |                                                                          |

¹Verscheen in 2003 weer op single

²Is later nogmaals door DJ Sammy gemixt

³Nieuwe versie - Candlelight Mix
| Single met hitnotering(en) in de Vlaamse Ultratop 50 | Datum van verschijnen | Datum van binnenkomst | Hoogste positie | Aantal weken | Opmerkingen      |
| ---------------------------------------------------- | --------------------- | --------------------- | --------------- | ------------ | ---------------- |
| Heaven                                               | 2001                  | 23-03-2002            | 14              | 10           | & Yanou Feat. Do |
| Sunlight                                             | 2002                  | 24-08-2002            | tip12           |              | Feat. Carisma    |
| Heaven (Candlelight Remix)                           | 2003                  | 15-02-2003            | 4               | 15           | & Yanou Feat. Do |
| Boys of Summer                                       | 2002                  | 26-04-2003            | 20              | 11           |                  |

- Gemeinsame Normdatei: 135290678
- International Standard Name Identifier: 0000 0001 0537 9409
- Library of Congress Control Number: no2003029974
- MusicBrainz: c43e35b8-8234-408b-9a25-07f2fcbeb317
- Système universitaire de documentation: 085675849
- Virtual International Authority File: 157860181
- WorldCat: E39PBJvXhyYJB9qJkmGpjpbWXd